# Олексін (Седлецький повіт)
Олексін (пол. Oleksin) — село в Польщі, у гміні Котунь Седлецького повіту Мазовецького воєводства.
Населення — 184 особи (2011).
У 1975-1998 роках село належало до Седлецького воєводства.

## Демографія
Демографічна структура станом на 31 березня 2011 року:
|          | Загалом | Допрацездатний вік | Працездатний вік | Постпрацездатний вік |
| -------- | ------- | ------------------ | ---------------- | -------------------- |
| Чоловіки | 97      | 19                 | 63               | 15                   |
| Жінки    | 87      | 12                 | 49               | 26                   |
| Разом    | 184     | 31                 | 112              | 41                   |